# Psicos
Psicos (C6H12O6), även känd som allulos, är en lågkaloriepimer av monosackariden fruktos med sex kolatomer i en kedja. Den används av några stora kommersiella livsmedels- och dryckestillverkare som ett lågkalorisötningsmedel. Allulos, som först identifierades i vete på 1940-talet, finns naturligt i små mängder i vissa livsmedel.
U.S. Food and Drug Administration (FDA) har accepterat en framställning om Allmänt erkänd som säker (GRAS) för allulos som sockerersättning i olika specificerade livsmedelskategorier. Eftersom det absorberas och metaboliseras annorlunda än andra sockerarter, har FDA undantagit allulos från förteckningen över totala och tillsatta sockerarter på närings- och kosttillskottsfaktaetiketterna, men kräver märkning av 0,4 kcal/g som kolhydrat. Allulos är inte godkänt för användning i Europeiska unionen.

## Biokemi
Sötheten hos allulos uppskattas vara 70 procent av sötheten hos sackaros. Det har viss kylkänsla men ingen bitterhet. Dess smak sägs vara sockerlik i motsats till vissa andra sötningsmedel som högintensiva aspartam och sackarin. Kalorivärdet för allulos hos människa är 0,2 – 0,4 kcal/g jämfört med ca 4 kcal/g för typiska kolhydrater. I likhet med sockeralkoholen erytritol metaboliseras allulos minimalt och utsöndras i stort sett oförändrat. Det Glykemiska indexet för allulos är mycket lågt eller försumbart.
Allulos är en svag hämmare av enzymerna α-glukosidas, α-amylas, maltas och sukras. På grund av detta kan det hämma metabolismen av stärkelse och disackarider till monosackarider i magtarmkanalen. Dessutom hämmar allulos absorptionen av glukos via transportörer i tarmarna. Av dessa skäl har allulos potentiell antihyperglykemiskeffekter och har visat sig minska postprandial hyperglykemi hos människor. Genom modulering av lipogena enzymer i levern kan allulos också ha antihyperlipidemiska effekter.
På grund av dess effekt att orsaka ofullständig absorption av kolhydrater från magtarmkanalen, och efterföljande jäsning av dessa kolhydrater av tarmbakterier, kan allulos resultera i obehagliga symtom som flatulens, bukbesvär och diarré. Den maximala ickeeffektdosen av allulos för att orsaka diarré hos människor har visat sig vara 0,55 g/kg kroppsvikt. Detta är högre än för de flesta sockeralkoholer (0,17–0,42 g/kg), men är mindre än för erytritol (0,66–1,0+ g/kg).
Studier har visat att den kommersiella produkten inte absorberas i människokroppen som vanliga sockerarter och inte höjer insulinnivåerna, men fler tester kan behövas för att utvärdera eventuella andra potentiella biverkningar.

## Kemi

Haworth-projektion avPsicos

Allulos är en monosackarid och en ketohexos. Den är en C3-epimer av fruktos. Föreningen finns naturligt I spårmängd i vete, russin, sirap och melass.
Allulos har liknande egenskaper som vanligt socker såsom svällning, munkänsla, bryningskapacitet och fryspunkt. Detta gör det gynnsamt för användning som sockerersättning i livsmedelsprodukter, inklusive glass.

## Historik
Allulos upptäcktes först på 1940-talet. Den första massproduktionsmetoden för allulos etablerades när Ken Izumori vid Kagawa universitet i Japan upptäckte nyckelenzymet, -tagatos 3-epimeras, för att omvandla fruktos till allulos 1994. Denna metod av produktionen har ett högt utbyte, men tyngs av en mycket hög produktionskostnad.

## Framställning
År 2018 producerades mest kommersiellt tillgänglig allulos av majs. Allulos framställs också av betsocker.

## Användning
Kommersiella tillverkare och livsmedelslaboratorier undersöker egenskaperna hos allulos som kan skilja den från sackaros och fruktossötningsmedel, inklusive en förmåga att inducera den högskummande egenskapen hos äggviteprotein och produktionen av antioxidantämnen som produceras genom Maillardreaktionen.
Kommersiell användning av allulos är främst som lågkalorisötningsmedel i drycker, yoghurt, glass, bakverk och andra typiskt kaloririka objekt. Londonbaserade Tate & Lyle släppte sin egenutvecklade variant av allulos, känd som Dolcia Prima allulos, och USA-baserade Anderson Global Group släppte sin egen patenterade variant på den nordamerikanska marknaden 2015. Det första stora livsmedelsföretaget att använda allulos som sötningsmedel var Quest Näring i några av deras proteinbarprodukter.